# Ibrahim Foukori
 (décembre 2012).
Ibrahim Foukori, né en 1949 à Diffa, est une personnalité politique nigérienne. Il est père de six enfants.
Il est aujourd'hui député national du Niger au titre de la région de Diffa à l'est du Niger. Il l'est au nom du parti politique MNSD Nassara dont il est membre influent et président régional à Diffa. Il est membre et cadre du MNSD depuis sa création en 1991/1992. Il est très proche du président Mamadou Tandja.
Le MNSD Nassarar fut au pouvoir au Niger avec Mamadou Tandja comme président de 1999 à 2010.

## Biographie
Ibrahim Foukori fait une partie de ses études à Lomé au Togo, ensuite à Strasbourg en France. Il se spécialise en économie à l'école Colombia aux États-Unis.
Il est directeur de l'industrie du Niger de 1983 à 1988, et est ensuite directeur général de la Caisse Nationale de Sécurité Sociale (CNSS) de 1988 à 1993.
En 1994, il est nommé directeur général de la Société Nigérienne d'Électricité (NIGELEC), jusqu'en 1997.
Il dirige un cabinet d'étude nomme GECA de 1997 à 2000.
Il reste cadre du Ministère de l'industrie de 1983 à 2000.
Il nommé de nouveau directeur général de la Nigélec (société de distribution d'électricité au Niger) de 2000 à 2010.